# Estribo (vehículos)

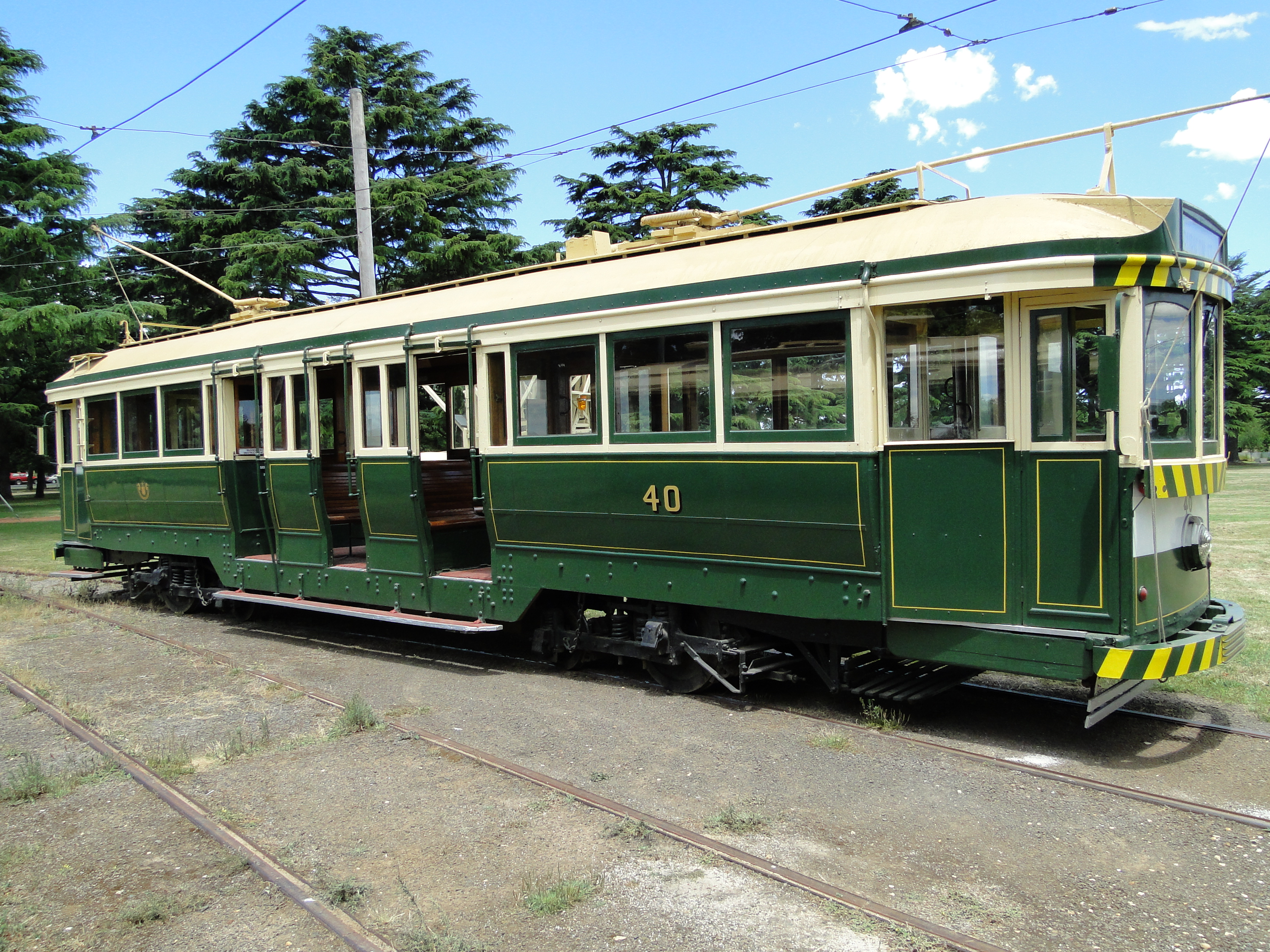
Tranvía antiguo, con un estribo de color rojo situado por debajo de las tres puertas centrales

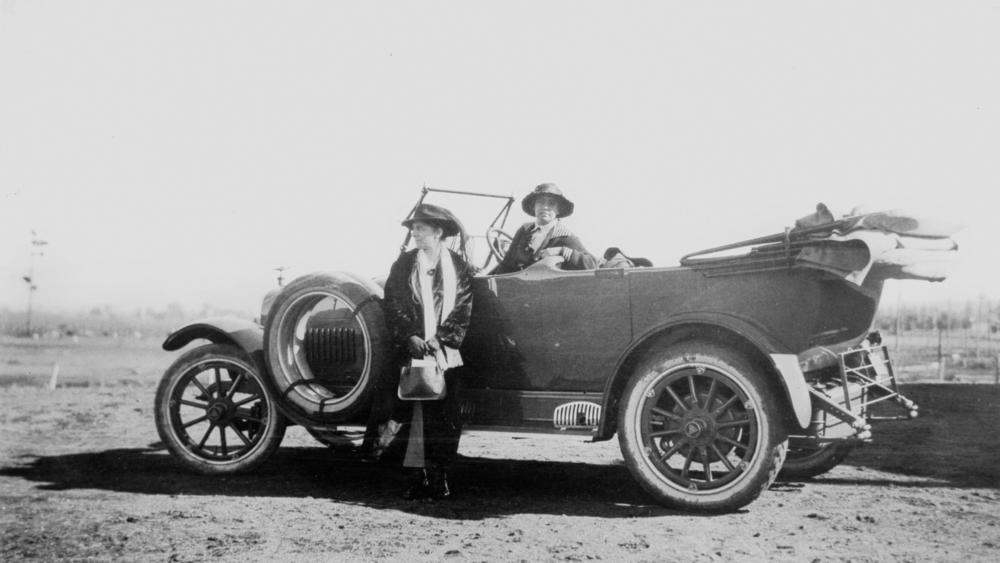
Mujer de pie junto al estribo de un coche

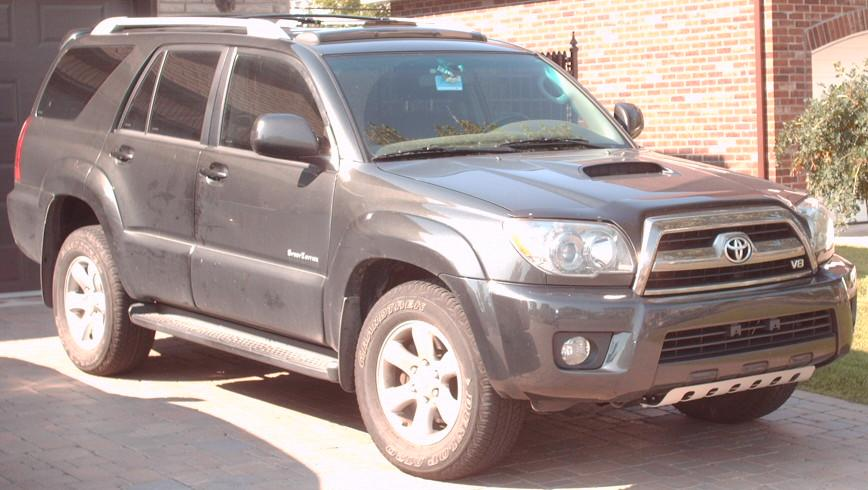
Imagen de un Toyota 4Runner, donde se aprecia un estribo

Un estribo es un escalón estrecho colocado debajo de las puertas laterales de un vehículo (carruaje, tranvía, tren, automóvil o camión) para facilitar el ascenso, especialmente cuando el habitáculo está bastante elevado sobre el punto de acceso. Es típico de los tranvías y de los automóviles antiguos, que tenían distancias al suelo mucho más altas que los vehículos actuales. También se utiliza como un elemento estilístico en vehículos que de otro modo no lo requerirían. El origen del término estribo aplicado a los vehículos está relacionado con la pieza metálica que cuelga de la montura y que facilita al jinete subir a una caballería. Los primeros estribos son anteriores a los automóviles y se instalaron en carruajes ya en el siglo XVII.

## Historia
A principios del siglo XX, todos los automóviles estaban equipados con estribos. La necesidad de usarlos se debió al hecho de que los primeros automóviles se diseñaron con una carrocería alta y estrecha atornillada al chasis. La mayoría de las carreteras no estaban pavimentadas y se necesitaban ruedas altas para atravesar los surcos, el barro y la nieve. Un estribo servía como escalón para acceder hacia la cabina de un vehículo.
Durante las décadas de 1920 y 1930, el diseño de los automóviles evolucionó rápidamente para volverse más elegante y aerodinámico, lo que eliminó en gran medida la necesidad de estribos. El primer automóvil diseñado sin estribos fue el Cord de 1936, iniciando una tendencia que a medio plazo contribuyó a que dejaran de usarse en la inmensa mayoría de los automóviles.
Los estribos también pueden utilizarse para permanecer de pie mientras el vehículo está en movimiento, algo habitual en los primeros tiempos del material remolcado ferroviario.

## Uso ferroviario (ferrocarril en América del Norte)
El término también se aplica a las pasarelas situadas en los costados de los vehículos ferroviarios. Originalmente, eran utilizados por los guardafrenos para pasar de un coche a otro para aplicar los frenos manualmente. Con la adopción del freno de aire comprimido se abandonó esta práctica. Sin embargo, el estribo todavía se usaba como un punto de observación para intercambiar señales con los maquinistas cuando se iba a desviar un tren. El uso de las comunicaciones por radio hizo que prácticamente desapareciera esta peligrosa práctica.